# La Peral
La Peral és una parròquia del conceyu asturià d'Illas. Ocupa una superfície de 6,9 km² a l'extrem meridional del terme municipal i té una població de 223 habitants (2019).
Està formada pels llogarets de l'Argañosa (21 habitants), La Peral (199), Reconcu (11) i Rozaflor (1).

## Demografia
|     |
| 85% |